# 硫酸脱氢表雄酮
硫酸脱氢表雄酮（英語：Dehydroepiandrosterone sulfate）又称硫酸去氫異雄固酮，缩写DHEAS 或 DHEA-S，是一种内源性雄烷衍生甾体物质，主要由腎上腺皮質合成。它是脱氢表雄酮（DHEA）的3β-硫酸酯和代謝產物，并在血液循环中有着更大的浓度。其激素效应不大，而是作为一种神经类固醇存在。